# Михась Бахар
Михась Бахар (біл. Міхась Бахар; нар. 17 жовтня 1929 , c. Студенко, Вілейський район, Мінська область, БРСР, СРСР — 11 лютого 2007 , Саут-Рівер, штат Нью-Джерсі, США) — білоруський громадський та політичний діяч у США.

## Біографія
Влітку 1944 року він виїхав із батьками в еміграцію. Після капітуляції Німеччина опинилася у французькій окупаційній зоні Німеччини. Навчався в російській гімназії в Штутгарті. У США з 1951 року. Спочатку за контрактом Бахари працювали на фермі в Міссісіпі. У Міссісіпі Михась закінчив університет за спеціальністю електротехніка (1959). Пізніше Бахари переїхали до Йонкерса, штат Нью-Йорк, а Михась переїхав до Саут-Рівера в 1961 році після одруження з Любов'ю Урівською. Брав активну участь у громадському житті, був членом редакції журналу «Беларуская моладзь», належав до Білоруського комітету конгресу Америки (БККА) (віцеголова у 1980-х), парафії Св. Єфросинії Полоцькій очолював Білорусько-американський культурний центр. Завдяки його старанності громада Саут-Рівера отримала в кінці 1960-х за мінімальну плату за землю під будівництво нової церкви та будинку культури. Він був скарбником районної організації Республіканської партії, належав до Американської асоціації інженерів-електриків. Похований на Білоруському цвинтарі в Саут-Рівері.

## Праці
- Бахар, М. Мастацкая выстаўка / М.Бахар // Беларуская думка. — 1994. — № 39. — С. 30 — 31.